# Albanië op het Eurovisiesongfestival 2020
Albanië zou deelnemen aan het Eurovisiesongfestival 2020 in Rotterdam, Nederland. Het zou de 17de deelname van het land aan het Eurovisiesongfestival geweest zijn. RTSH was verantwoordelijk voor de Albanese bijdrage voor de editie van 2020.

## Selectieprocedure
Naar jaarlijkse gewoonte verliep de Albanese selectie via Festivali i Këngës, dat in december 2019 aan zijn 58ste editie toe was. De inschrijvingen werden geopend in mei en werden in september 2019 afgesloten. Zowel componisten als artiesten moesten over de Albanese nationaliteit beschikken en alle nummers moesten volledig in het Albanees vertolkt worden, al kon er traditiegetrouw na afloop van Festivali i Këngës beslist worden om het winnende nummer naar het Engels te vertalen voor het Eurovisiesongfestival. Het festival vond plaats in het Pallati i Kongreseve in de Albanese hoofdstad Tirana. Op donderdag 19 en vrijdag 20 december werden twee halve finales georganiseerd.
Er namen 20 artiesten deel aan Festivali i Këngës, verdeeld over de twee halve finales. Een vakjury koos de twaalf finalisten. Opvallend: de namen van de finalisten werden pas op 21 december vrijgegeven. Vijf kwamen uit de eerste en zeven uit de tweede halve finale. De finale vond plaats op zondag 22 december. In die finale koos de vakjury uiteindelijk voor Arilena Ara.

## Festivali i Këngës 2019

### Eerste halve finale
| Volgorde | Artiest                    | Lied                   |
| -------- | -------------------------- | ---------------------- |
| 1        | Bojken Lako                | Malaseen               |
| 2        | Kanita Suma                | Ankth                  |
| 3        | Devis Xherahu              | Bisedoj me serenatën   |
| 4        | Aldo Bardhi                | Melodi                 |
| 5        | Kamela Islamaj             | Më ngjyros             |
| 6        | Genc Tukiçi & Nadia Tukiçi | Ju flet Tirana         |
| 7        | Sara Bajraktari            | Ajër                   |
| 8        | Elvana Gjata               | Me tana                |
| 9        | Renis Gjoka                | Loja                   |
| 10       | Albërie Hadërgjonaj        | Ku ta gjej dikë ta dua |

### Tweede halve finale
| Volgorde | Artiest           | Lied              |
| -------- | ----------------- | ----------------- |
| 1        | Robert Berisha    | Ajo nuk është unë |
| 2        | Wendi Mancaku     | Ende              |
| 3        | Kastro Zizo       | Asaj              |
| 4        | Tiri Gjoci        | Me gotën bosh     |
| 5        | Era Rusi          | Eja merre         |
| 6        | Olta Boka         | Botë për dy       |
| 7        | Valon Shehu       | Kutia e Pandorës  |
| 8        | Arilena Ara       | Shaj              |
| 9        | Eli Fara & Stresi | Bohemë            |
| 10       | Gena              | Shqiponja e lirë  |

### Finale
| Plaats | Artiest             | Lied                   | Punten |
| ------ | ------------------- | ---------------------- | ------ |
| 1      | Arilena Ara         | Shaj                   | 67     |
| 2      | Elvana Gjata        | Me tana                | 64     |
| 3      | Sara Bajraktari     | Ajër                   | 50     |
| 4      | Bojken Lako         | Malaseen               | 45     |
| 5      | Era Rusi            | Eja merre              | 43     |
| 6      | Kamela Islamaj      | Më ngjyros             | 35     |
| 7      | Albërie Hadërgjonaj | Ku ta gjej dikë ta dua | 27     |
| 8      | Valon Shehu         | Kutia e Pandorës       | 23     |
| 8      | Tiri Gjoci          | Me gotën bosh          | 23     |
| 10     | Robert Berisha      | Ajo nuk është unë      | 18     |
| 10     | Gena                | Shqiponja e lirë       | 18     |
| 12     | Olta Boka           | Botë për dy            | 17     |

## In Rotterdam
Albanië zou aantreden in de tweede halve finale op donderdag 14 mei. Het liedje Shaj werd voor het festival naar het Engels vertaald en in een nieuw jasje gestoken. De titel van het nummer werd Fall from the sky. Het Eurovisiesongfestival 2020 werd evenwel geannuleerd vanwege de COVID-19-pandemie. De Albanese omroep besloot dat er voor 2021 een nieuwe artiest en een nieuw lied moest worden gekozen. Ara schreef zich niet opnieuw in voor het Festivali i Këngës 2021 en vertegenwoordigde uiteindelijk Albanië dus niet op het Eurovisiesongfestival.